# Municipio de Habo
El municipio de Habo (en sueco: Habo kommun) es un municipio en la provincia de Jönköping, al sur de Suecia. Su sede se encuentra en la localidad de Habo. El municipio actual se formó en 1974 cuando una parte del municipio rural Fågelså se fusionó con el viejo Habo.

## Geografía
El municipio se localiza en las parte oriental de Västergötland, en la orilla occidental del lago Vättern. Limita con los municipios de Tidaholm al noroeste, con Hjo al norte, ambos en la provincia de Västra Götaland, con Jönköping al este y  sur y con Mullsjö al oeste.

## Localidades
Hay 4 áreas urbanas (tätort) en el municipio:
| # | Tätort    | Población (2018) |
| - | --------- | ---------------- |
| 1 | Habo      | 8099             |
| 2 | Furusjö   | 351              |
| 3 | Fagerhult | 317              |
| 4 | Rödån     | 274              |